# 大人 (雜誌)
《大人》（英文：Panorama Magazine），是一本香港文化雜誌月刊，創刊於1970年，1973年10月停刊；同年12月易名《大成》復刊，至1995年停刊。

## 歷史
《大人》由1970年代著名的百貨店大人及大大公司東主，藝人陳寶珠的家翁楊撫生創辦。其原意是為拓展及宣傳其大人百貨的業務而籌辦。楊撫生對骨董字畫掌故素有研究，因此他創辦《大人》，亦有弘揚中華文化藝術之目的。
《大人》的總編輯為早於民國時期於上海文化界有名的沈葦窗。沈葦窗畢業於上海中國醫學院，1949年後自滬遷居香港，曾任麗的呼聲金色台編導、電視國劇顧問，對中華文化甚為熟悉。
《大人》於1970年5月15日創刊，共出版42期，因楊撫生與沈葦窗在編務及廣告業務上出現分歧，1973年10月15日停刊。由於沈葦窗希望繼續經營此文化平台，遂自資籌集資金，1973年12月出版同類型月刊，易名為《大成》，並繼續擔任總編輯一職。1995年9月，沈葦窗因病逝世，《大成》亦隨之停刊，《大成》共出版262期。連同《大人》時期出版的42期，共304期。

## 内容
《大人》及《大成》的内容，主要刊載文化藝術界的掌故軼事，以傳記掌故為主、文化藝術為副。撰稿人中，不少為中國大陸1949年變色後，遷居至香港或台灣的文人、名流和藝術家，雜誌為他們提供一個發表文章的重要平台，刊載及記錄大量具價值的文章和重要的第一手歷史資料。封面和內頁皆選用名家或名流畫作和法書；至《大成》時期，每期封面皆為畫家張大千之作品。1980年代，雜誌亦加入一批中國大陸的作家及藝術家。雜誌業務運作，包括編輯、校對、聯絡作者、郵寄訂戶等，大部份均由沈葦窗一人獨自擔任。
創刊號第一期的《大成》雜誌於1973年12月1日出版。根據編者在27頁的〈小語大成〉記載：
 ...《大成》雜誌創刊，封面字係集譚延闓先生法書，英文譯名是: Panorama Magazine, 出於星系報業吳嘉棠先生手筆，「小語大成」四字，得廣東才子呂大呂構思，印章圖案，係由古杭金石家陳風子先生篆刻，各位作家大人落力撰稿，可謂「集其大成」矣！

## 資料來源
1. 1 2 3  沈西城：記《大成》雅集 （页面存档备份，存于） 《蘋果日報》，2010年11月21日
2. 1 2  蔡登山：遲來的懷念 《蘋果日報》，2010年10月17日
3. ↑  《大人》及《大成》雜誌 （页面存档备份，存于） Patzak与你分享